# Microrregión de Piracicaba
La microrregión de Piracicaba es una de las microrregiones del estado brasilero de São Paulo perteneciente a la mesorregión Piracicaba. Su población fue estimada en 2006 por el IBGE en 552.710 habitantes y está dividida en doce municipios. Posee un área total de 3.790,291 km².

## Municipios
- Águas de São Pedro
- Capivari
- Charqueada
- Jumirim
- Mombuca
- Piracicaba
- Rafard
- Rio das Pedras
- Saltinho
- Santa Maria da Serra
- São Pedro
- Tietê

- Datos: Q2464481